# Burmjapyx
Burmjapyx es un género de Diplura en la familia Japygidae.

## Especies
- Burmjapyx goliath (Parona, 1888)
- Burmjapyx lienhardi Pagés, 2000
- Burmjapyx longiseta (Silvestri, 1908)
- Burmjapyx megurus Silvestri, 1948
- Burmjapyx molineti (Silvestri, 1929)
- Burmjapyx murphyi Pagés, 2000
- Burmjapyx oudemansi (Parona, 1892)
- Burmjapyx paronae Silvestri, 1931